# Pronto (revista)
Pronto és una popular revista de premsa del cor, editada en castellà a Barcelona. Els temes que tracta són l'actualitat, bellesa, televisió, salut o cuina. Segons dades de la OJD de juliol de 2014, aleshores tenia una tirada mitjana de 991.724 exemplars i una difusió de 869.568, el que la va convertir en la revista més venuda d'Espanya seguida de Hola!.
La revista està editada per Publicaciones Heres, propietària també de les revistes Súper Pop, Teleindiscreta, Nuevo Vale o Garbo. El seu director és Antonio Gómez Abad i la seva seu està a l'Avinguda Diagonal, Barcelona.